# Louis Lahure

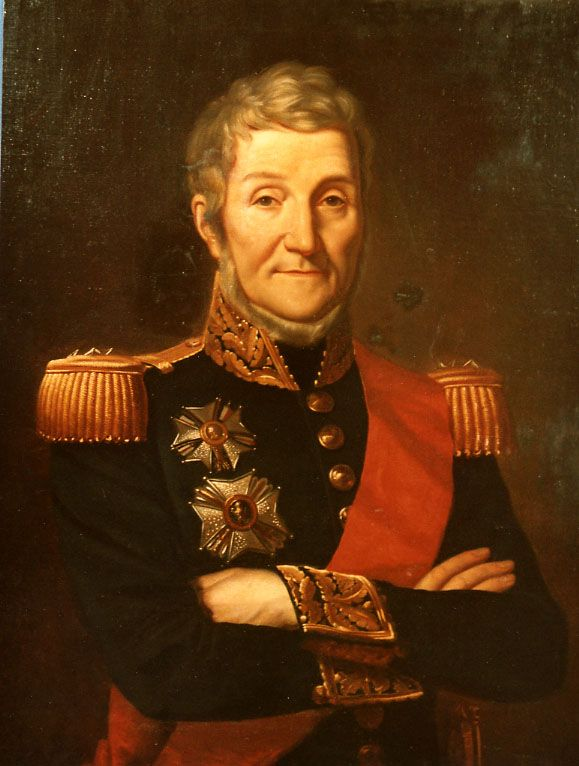
Generaal Louis Joseph Lahure

Louis Joseph Lahure (Bergen, 29 december 1767 - Wavrechain-sous-Faulx, 24 oktober 1853) was een generaal in de legers van Napoleon.

## Levensloop
Hij was een zoon van Nicolas Lahure en Marie-Thérèse du Buisson.
Een oudere broer, Germain Lahure (geb. Bergen, 4 juli 1763), artilleriekapitein, trouwde met Joséphine Lannec. Hun nazaten werden in 1871 in de Belgische erfelijke adel opgenomen met de titel baron.

### Brabantse Revolutie
Lahure studeerde in Leuven in 1787 en toen de revolutie uitbrak, nam hij dienst in het revolutionaire leger. Hij werd kwartiermeester, foerier en luitenant. Toen de Oostenrijkers de opstand neersloegen in 1790, vluchtte hij naar Frankrijk.

### Franse Revolutie
Hij nam dienst bij de legereenheid die in Rijsel gevluchte patriotten groepeerde. Begin 1792 was hij er luitenant en tegen juni was hij al kapitein.
Hij vocht mee onder de generaals Nicolas de Luckner en Charles Dumouriez om de Zuidelijke Nederlanden in te palmen.
In november 1792 nam hij deel aan de inname van de citadel van Antwerpen en in januari 1793 aan die van Brussel. Op 18 maart 1793 behoorde hij tot de Franse troepen die in Neerwinden door de Oostenrijkers werden verslagen.
Tijdens het jaar 1793 nam hij deel aan verschillende verdedigingscampagnes tegen Oostenrijkse en Engelse troepen.
Na de overwinning in Jemappes, nam hij deel aan de veroveringstochten tijdens 1794-1795 die de Zuidelijke Nederlanden inpalmden. Vervolgens nam hij deel aan de innamen van Utrecht en Amsterdam en Haarlem.

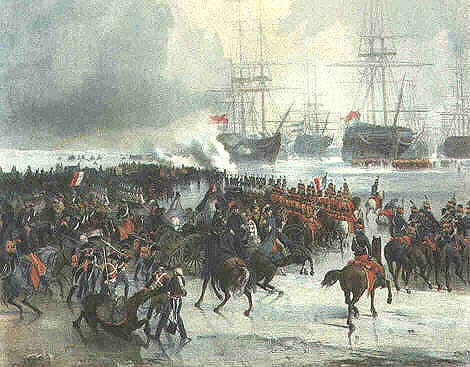
Verovering van de anglo-bataafse vloot, vastgevroren in de waters van Texel tijdens de winter van 1795, door Charles Louis Mozin

In januari 1795 veroverde hij Alkmaar en in Den Helder veroverde hij de Nederlandse vloot die vastgevroren zat in de Zuiderzee.
In juni 1795 stapte hij over naar het leger van Samber en Maas. Hij nam voortaan deel aan de veroveringen in Mainz, Düsseldorf en Altenkirchen.

### Italië (1796-1797)
In januari 1797 vertrok hij naar Italië met het leger van Bernadotte en nam deel aan de gevechten tegen de Oostenrijkers. Hij werd hierbij opgemerkt door Napoleon.
In juni 1799 werd hij zwaar verwond en gevangengenomen door het leger van de Russische generaal Alexandre Souvorov. Men liet hem naar Frankrijk terugkeren, waar hij een langdurig herstel doormaakte en nog weinig aan de oorlogen van de volgende jaren deelnam.

### Generaal
In juli 1799 werd hij bevorderd tot brigadegeneraal.
In 1800 trouwde hij met Anne de Warenghien.
In 1802 werd hij volksvertegenwoordiger in het Wetgevend Lichaam voor het departemnet Jemappes. Hij werd tevens Ridder in het Franse Legioen van Eer en wat later Officier. In 1804 werd hij Commandeur.

### Onder het keizerrijk
In 1807 werd hij bevorderd tot generaal-majoor in het reservekader. In 1809 werd hij commandant van het Noorderdepartement en vervolgens stafchef van het leger van de Schelde. Hij werd herkozen als volksvertegenwoordiger en dit tot in 1813.
In 1811 werd hij opgenomen in de empireadel met de titel van ridder en in 1813 werd hij bevorderd tot baron.

### De Restauratie
Vanaf de terugkeer van koning Lodewijk XVIII, werd hij tot Fransman genaturaliseerd en kreeg het commando over de arrondissementen Dowaai en Cambrai (Kamerijk).
Tijdens de Honderd Dagen bleef hij het commando houden over het Noorderdepartement en het departement Dowaai.
Na de terugkeer van Lodewijk XVIII weigerde hij nog verder in dienst te blijven. Hij werd op non-actief geplaatst en trok zich terug op zijn kasteel van Wavrechin-sous-Faulx, waar hij zich interesseerde voor de bietenteelt.
Hij werd toch nog, in 1818, bevorderd tot luitenant-generaal. In 1830 nam hij weer actieve dienst, tot in 1831 en nam deel aan militaire activiteiten in België. In 1834 werd hij definitief gepensioneerd. In 1842 werd hij Grootofficier in de Leopoldsorde.

## Nakomelingen
- Louis-Joseph Lahure x Anne de Warenghien de Flory
  - Oscar, baron Lahure (1801-1862) x Émilie Vacher de Tournemire 
    - Emile, baron Lahure (1839-1873, ongehuwd

  - Laure Victorine Lahure (1803-1889)
  - Gustave-Napoléon, baron Lahure (1805-1892), kolonel in Frankrijk x Juliette Dhaisne
    - Paul, baron Lahure, burgemeester van Wavrechin, burgerlijk ingenieur x Louise Barthélémy
      - René, baron Lahure
      - Jeanne Lahure x Jean d'Exea-Doumerc, infanteriekapitein
      - Mina Lahure

  - Félicie Rosamonde Lahure (° 1807), x Prosper Chartier, industrieel
  - Octave, baron Lahure (1809-1879), kolonel in Frankrijk, ongehuwd
  - Achille, baron Lahure (1811-1839), lieutenant, gesneuveld in Afrika
  - Valérie (° 1819) x François-Joseph Benoist de Laumont